# Муха (фільм, 1958)
«Муха» (англ. The Fly, 1958) — науково-фантастичний фільм жахів режисера Курта Нойманна. Головні ролі зіграли Ел Гедісон, Патрісія Овенс, Вінсент Прайс і Герберт Маршалл.

## Сюжет
Нічний сторож фабрики випадково застає біля гідравлічного преса Гелен Деламбре, яка злякано тікає. Щойно вона розчавила пресом голову та руку свого чоловіка Андре Деламбре, брата власника фабрики Франсуа Деламбре; пізніше вона спокійно розповідає про це інспектору Шаразу, який прибув на місце злочину. Але Франсуа та інспектор не можуть допитатися в неї пояснення причин її вчинку. Гелен поводиться явно ненормально — вона індиферентно говорить про вбивство чоловіка, але дуже гостро реагує на мух, які літають по всьому будинку. Підозрюючи, що Гелен збожеволіла, чоловіки запрошують для неї доглядальницю.
У розмові з Філіпом (сином Андре та Гелен) Франсуа дізнається, що 2 дні тому Гелен просила того зловити якусь особливу муху з білою головою та білою лапкою. Франсуа обманює Гелен, сказавши їй, що він уже впіймав таку муху і тримає її в столі. Після цього йому вдається домогтися від Гелен визнання, що вона лише симулює божевілля, сподіваючись, що це якось врятує Філіпа від наслідків її вчинку. Гелен насправді вбила Андре, але зробила вона це на його прохання.
Виявляється, Андре Деламбре довго працював над новим принципом транспортування фізичних тіл і створив установку для телепортації. Технологія вимагала мінімального доопрацювання, але Андре вже був близький до повного успіху. Він невдало телепортував домашнього кота (той просто зник у просторі), але з морською свинкою у нього все вийшло ідеально.
Потім він надовго зник у лабораторії і не виходив із неї, поки занепокоєна Гелен не постукала до нього. У відповідь той просунув під двері надруковану на машинці записку, в якій написав, що з ним стався нещасний випадок, через який він тепер не може говорити, але сподівається все виправити і для цього Гелен повинна зловити муху з білими головою та лапкою і неушкодженою передати йому.
Потім Андре таки впускає Гелен у лабораторію; голову він накрив темним рушником, а ліву руку не виймає з кишені плаща. Андре спілкується з дружиною, друкуючи записки на машинці, з яких Гелен дізнається, що він збудував дві кабіни для телепортації людини і успішно випробував їх на собі. Але під час повторного експерименту сталося непередбачене: до камери до Андре проникла муха і під час телепортації сталося «змішування атомів»; у результаті Андре понівечено. Єдина можливість усе виправити — знайти ту саму муху і знову телепортуватися разом з нею, сподіваючись, що повторне переміщення відновить вигляд і людини, і мухи; якщо це не вийде, йому доведеться знищити себе.
Гелен намагається допомогти Андре, але зловити дивну муху їй так і не вдається. Андре телепортується ще раз, але все безнадійно — він, як і раніше, понівечений. Хелен, намагаючись переконати його, що він зможе жити і в новому образі, зриває з його голови рушник і бачить жахливу голову комахи з величезними фасетковими очима та хоботком і страшну мушину лапку замість лівої руки. Хелен кричить, і для Андре це виявляється останньою краплею. Він трощить установку телепортації, не залишаючи собі іншого вибору, крім як накласти на себе руки. Для цього він веде Гелен на фабрику та показує їй, як керувати гідравлічним пресом. Він також бере з неї обіцянку, що вона знайде та вб'є муху з білою головою.
Все це Гелен розповідає Франсуа та інспектору Шаразу. Інспектор вважає все розказане маренням і має намір відправити жінку до божевільні. Франсуа, який любить Гелен, хоче залишити її вдома під наглядом, але інспектор вважає, що божевілля Гелен небезпечне для оточення.
З'являється Філіп, який каже Франсуа, що бачив ту саму муху в саду — вона потрапила до павутиння. Франсуа з інспектором Шаразом біжать у садок і бачать муху з маленькою головою та лівою рукою Андре, яка намагається вивільнитися з павутиння (у дзижчанні мухи можна розібрати крик «Допоможіть!»), а до неї наближається павук. Інспектор бере камінь і роздавлює ним Андре-муху разом з павуком, що накинувся на неї.
Переконавшись у правдивості Гелен і розуміючи, що їм ніхто не повірить, Франсуа та інспектор Шараз домовляються подати смерть Андре Деламбре як самогубство, а визнання Гелен, — самообмовою під впливом пережитого стресу.
У заключній сцені фільму Франсуа Деламбре м'яко каже Філіпу про смерть батька і разом із Гелен іде із саду.

## У ролях
| Актор           | Роль               |
| --------------- | ------------------ |
| Ел Гедісон      | Андре Деламбре     |
| Вінсент Прайс   | Франсуа Деламбре   |
| Патрісія Овенс  | Гелен Деламбре     |
| Чарльз Герберт  | Филипп Деламбре    |
| Герберт Маршалл | інспектор Шараз    |
| Кетлін Фрімен   | Емма               |
| Бетті Гершон    | медсестра Андерсон |
| Юджин Борден    | лікар              |
| Торбен Меєр     | Гастон             |

## Виробництво
- Фільм знято за мотивами однойменного оповідання Жоржа Ланжелана, опублікованого в журналі Playboy у червні 1957 року.
- Сценарій фільму став першою кінематографічною роботою Джеймса Клавелла, який згодом прославився романом «Сьоґун».
- Спочатку роль Андре Деламбре запропонували Майклу Ренні[en], проте він відмовився, оскільки не хотів грати більшу частину фільму із закритим обличчям.
- Патрісія Овенс справді панічно боялася комах. Щоб зняти її природну реакцію, Курт Нойманн до знімання епізоду не показував їй голову людини-мухи.
- Фільм вийшов у широкий прокат у США 16 червня 1958 року.[7]

## Розбіжності з оповіданням
- Події оповідання відбуваються у Франції, а фільму — в Монреалі (Канада).
- В оповіданні Гелен Деламбре після вбивства чоловіка було закрито у психіатричній клініці, де її відвідував Франсуа, намагаючись отримати пояснення її вчинку. Нарешті, Гелен передала Франсуа свій щоденник, де вона описала те, що сталося, і цей щоденник разом читають Франсуа та інспектор Шараз. Наприкінці оповідання Франсуа дізнається, що Гелен, не витримавши тяжкості події, наклала на себе руки. У фільмі ж Гелен особисто розповідає про все, що сталося з нею та її чоловіком, інспектору Шаразу, її не поміщають до психіатричної лікарні і героїня залишається живою.
- В оповіданні, після повторного проходження Андре через апарат телепортації на прохання Гелен, на його тілі, окрім голови та лапки мухи, ще з'являються елементи тіла кота, якого він раніше невдало телепортував. Це стає причиною того, що він в істериці ламає свій винахід і просить дружину вбити його. У фільмі ж поява частинок котячого тіла на тілі Андре відсутня, але він все одно руйнує установку і вчиняє самогубство за допомоги Гелен.
- У фіналі оповідання муху з головою та лівою рукою Андре вбив його брат Франсуа та поховав разом із його тілом у одній могилі. У фіналі фільму цю муху (разом із павуком) розчавив каменем інспектор Шараз.

## Сприйняття та оцінки
Фільм, на який спочатку не покладали особливих надій, раптово став касовим хітом і в результаті виявився найуспішнішим проєктом студії «20th Century Fox» 1958 року та найкасовішим фільмом Курта Ноймана, який, втім, про це так і не дізнався — він помер через місяць після прем'єрного показу фільму та за тиждень до його виходу в широкий прокат.
Стівен Кінг включив фільм до списку 100 найбільш значних картин жанру жахів з 1950 по 1980 рік.

## Продовження та ремейки
- На хвилі успіху, 1959 року знято продовження — фільм «Повернення мухи[en]», який кінокритики оцінили не так високо, насамперед відзначивши слабкий сценарій.
- 1965 року вийшла третя частина — «Прокляття мухи[en]», яка теж не досягла касового успіху.[8]
- 1986 року на екрани вийшов вільний ремейк, знятий Девідом Кроненбергом. Він запозичив у оригіналу лише сюжетний привід (збій пристрою для телепортації як причина нещастя, що трапилося з героєм) і кардинально переробив проблематику та образний ряд. Результатом став сильний і своєрідний філософсько-фантастичний драматичний трилер із яскравими і нетривіальними персонажами. 1989 року знято продовження цього фільму — «Муха 2».

## Пародії та відсилання
- Фільм неодноразово пародійовано. До теми «Мухи» зверталися такі серіали, як «Сімпсони», «Губка Боб Квадратні Штани» (4 сезон, серія «SquidBob TentaclePants»), «Феї-хрещені» (серія «Flyboy»), «Черепашки-ніндзя» (1987).
- Такесі Кітано використав у своїй комедії «Зняв когось?[en]» факт невдалого експерименту (метою було створення людини-невидимки), внаслідок якого головний герой стає людиною-мухою.
- У фільмі Тіма Бертона «Чарлі та шоколадна фабрика» Віллі Вонка у розмові з Гелен дає опис принципу телепортації, який дослівно відтворює репліки Андре Деламбре.
- Ідею перетворення людини на комаху пізніше використано в багатьох фільмах, серед яких «Жахи павукового острова[en]» та «Земля проти павука[en]».
- Сюжет фільму обіграно в одному з епізодів комп'ютерної гри Space Quest V: The Next Mutation[en]: головний персонаж гри (космічний прибиральник Роджер Вілко) переживає збій під час телепортації (у телепортер залітає муха), внаслідок якого він матеріалізується в тілі мухи з людською головою.